# Som Livre
Som Livre (lett. "Tono Libero", in portoghese) è un'etichetta discografica brasiliana che è stata fondata da TV Globo nel 1969 per commercializzare inizialmente le colonne sonore delle telenovelas da essa prodotte, la cui registrazione si basa su album in studio.

## Storia
L'etichetta, che per decenni fece parte del Grupo Globo, fu fondata segnatamente da João Araújo, padre del cantante Cazuza. Nel 2007 egli sarebbe poi diventato il primo brasiliano a vincere il Latin Grammy nella categoria dei produttori discografici.
La prima telenovela di cui Som Livre mise in commercio la colonna sonora fu O Cafona, nel 1971 . Solo nel 1976 iniziò a produrre album di singoli artisti: tra i tanti nomi, Guilherme Arantes, Tim Maia, Rita Lee, Lulu Santos, Luiz Melodia, Gal Costa, Jorge Ben Jor, Renata Vasconcellos, Elis Regina, Fafá de Belém, Moraes Moreira, Djavan, Novos Baianos, Fábio Jr., Agepê, Francis Hime, Xuxa, Marília Mendonça, Maiara & Maraisa, Zé Neto & Cristiano, Luan Santana, Wesley Safadão, Naiara Azevedo e ovviamente Cazuza, oltre alla formazione di cui egli fece originariamente parte, ovvero i Barao Vermelho. In poco tempo Som Livre divenne una delle più importanti case discografiche. 
Nel 1988 l'etichetta produsse l'album Xou da Xuxa 3 di Xuxa, che vendette 3.316.704 copie ed è ancora oggi uno dei dischi più venduti di sempre.
Som Livre aveva sotto-etichette esclusive, come Globo BMG (joint-venture con BMG Music), Globo Columbia (joint-venture con Sony Music), Globo Warner (joint-venture con Warner Music), Globo Discos (joint-venture che ebbe vita breve tra il 1987 e il 1988), Globo Polydor (joint-venture con PolyGram), Globo Jive (joint-venture con Zomba Records/Jive Records), Globo Records (nel mercato internazionale), SIGLA, Soma, Gala.
Nell'aprile 2021, il Grupo Globo ha annunciato la procedura di vendita dell'etichetta discografica a Sony Music Entertainment, la seconda più grande azienda del settore a livello globale. Il via libera dell'operazione è poi avvenuto il 4 novembre dello stesso anno.